# Kazys Uscila
Kazys Uscila (*  13. Mai 1945 in Naručionys, Wolost Vievis, Bezirk Trakai) ist ein litauischer Literatur-Übersetzer und Journalist.

## Leben
Nach dem Abitur an der Sekundarschule absolvierte Kazys Uscila die Pädagogische Schule Vilnius und arbeitete danach als Lehrer in der Rajongemeinde Trakai. Von 1965 bis 1971 absolvierte er ein Diplomstudium der Journalistik an der Universität Vilnius in der litauischen Hauptstadt Vilnius.
Ab 1967 war er Redaktionsmitarbeiter der Zeitung Gimtoji žemė (dt. Einheimisches Land) der Rajongemeinde Ukmergė, später stellvertretender Redakteur der Zeitung Tėvynė (dt. Heimat) von Panevėžys und dann stellvertretender Direktor im Viehzucht-Komplex Krekenava der Rajongemeinde Panevėžys. 
Von 1981 bis 1985 war Kazys Uscila Redakteur der Zeitung Draugystė (dt. Freundschaft) der Rajongemeinde Vilnius. Ab 1985 war er Presse-Instrukteur des Zentralkomitees der Kommunistischen Partei Litauens und Korrespondent der staatlichen russischen Informationsagentur TASS der Sowjetunion. Ab 1993 arbeitete er in Vilnius als litauischer Korrespondent der russischen Informationsagentur Interfax (Moskau), die 1989 als die erste nichtstaatliche Nachrichtenagentur in der Sowjetunion gegründet wurde.
Seit 1987 übersetzt er Werke polnischer Historiker wie Teodor Narbutt, Józef Ignacy Kraszewski sowie zeitgenössischer Autoren wie Jerzy Giedroyc (1906–2000), Czesław Miłosz (1911–2004), Wiesław Myśliwski (* 1932), Krzysztof Zanussi (* 1939), Andrzej Sapkowski (* 1948) und anderer aus dem Polnischen ins Litauische. Zudem übertrug er vier Bücher, darunter einen Roman, aus dem Russischen. 
Seine Übersetzung des Romans Traktat o łuskaniu fasoli (Abhandlung über das Schälen von Bohnen) von Myśliwski wurde 2013 zur wertvollsten polnisch-litauischen Übersetzung aller Zeiten gekürt.
Kazys Uscila ist Mitglied des Litauischen Literaturübersetzerverbandes. Er war Mitglied der KPdSU.

## Auszeichnungen
- 2015: Literaturpreis der Polnischen Autorengesellschaft ZAiKS (für Übersetzungen polnischer Literatur ins Litauische)
- 2018: Verdienstorden der Republik Polen (Ritterkreuz)

## Familie
Kazys Uscila ist verheiratet und hat einen Sohn sowie eine Tochter.